# 100 metros
Los 100 metros lisos, 100 metros planos o 100 metros llanos es una carrera de atletismo en la que se tienen que recorrer 100 metros  en un suelo nivelado, libres de todo obstáculo, con la mayor rapidez posible. Se considera, en general, como la competición de carreras de velocidad más importante. Los mejores atletas la realizan en un tiempo de alrededor de 10 s (segundos) de duración, durante los que efectúan unas 45 zancadas con una velocidad media de 36 km/h (kilómetros por hora).
Está incluida dentro del programa de atletismo en los Juegos Olímpicos desde su primera edición para los hombres y desde la cita olímpica en Ámsterdam 1928 para las mujeres.
Los atletas con el récord mundial de la prueba son, en la categoría masculina, Usain Bolt en 2009 haciendo los 100m a 44,46 km/h con un tiempo de 9,58 s, y para la categoría femenina Florence Griffith Joyner con una marca de 10,49 s.
La prueba de los cien metros lisos masculinos formó parte del programa de la primera edición de los Juegos Olímpicos de la era moderna que se celebraron en la ciudad de Atenas en 1896 (la prueba femenina no debutaría en unos Juegos hasta la edición de 1928 celebrada en Ámsterdam). En aquella ocasión se corrió sobre una pista de ceniza y carbón. La posición de salida era libre y cada atleta adoptaba la que más creía que le favorecía, resultando vencedor el estadounidense Thomas Burke, el único atleta de la prueba que salió con las manos apoyadas sobre la pista y realizando unos agujeros en el suelo para tener un mejor apoyo de salida.
En 1920, con la fundación de la Asociación Internacional de Federaciones de Atletismo (IAAF), se reconoce la primera marca mundial de la prueba en la persona de Donald Lippincott, que, con un tiempo de 10,6 s, recorrió la distancia en la pista olímpica de Estocolmo.
En 1928 los norteamericanos George Breshnahan y William Tuttle inventan los tacos de salida, mejorando así el punto de apoyo en la salida y optimizando el impulso que, hasta entonces, se obtenía practicando sobre la pista de ceniza unos pequeños hoyos en los que se introducían los pies, práctica que había introducido, en 1887, Charles Sherill. Sin embargo, los tacos de salida no fueron reconocidos por la IAAF hasta 1937.
En 1938 la IAAF estableció que para considerar válida cualquier marca de la distancia, el viento favorable durante la realización de la prueba debía ser inferior a los 2 m/s (metros por segundo).
El 20 de junio de 1968, en Sacramento, durante la celebración de las pruebas de selección del equipo estadounidense que habría de competir en los Juegos Olímpicos de México, los norteamericanos Jim Hines, Ronnie Ray Smith y Charles Greene lograron correr por primera vez la distancia por debajo de los diez segundos, fijando la marca mundial en 9,9 s.
El 1 de enero de 1977 la IAAF decide abandonar el cronometraje manual, que había venido coexistiendo con el electrónico desde 1932, estableciendo que todo registro oficial debía realizarse electrónicamente para tener validez oficial.

## Datos importantes

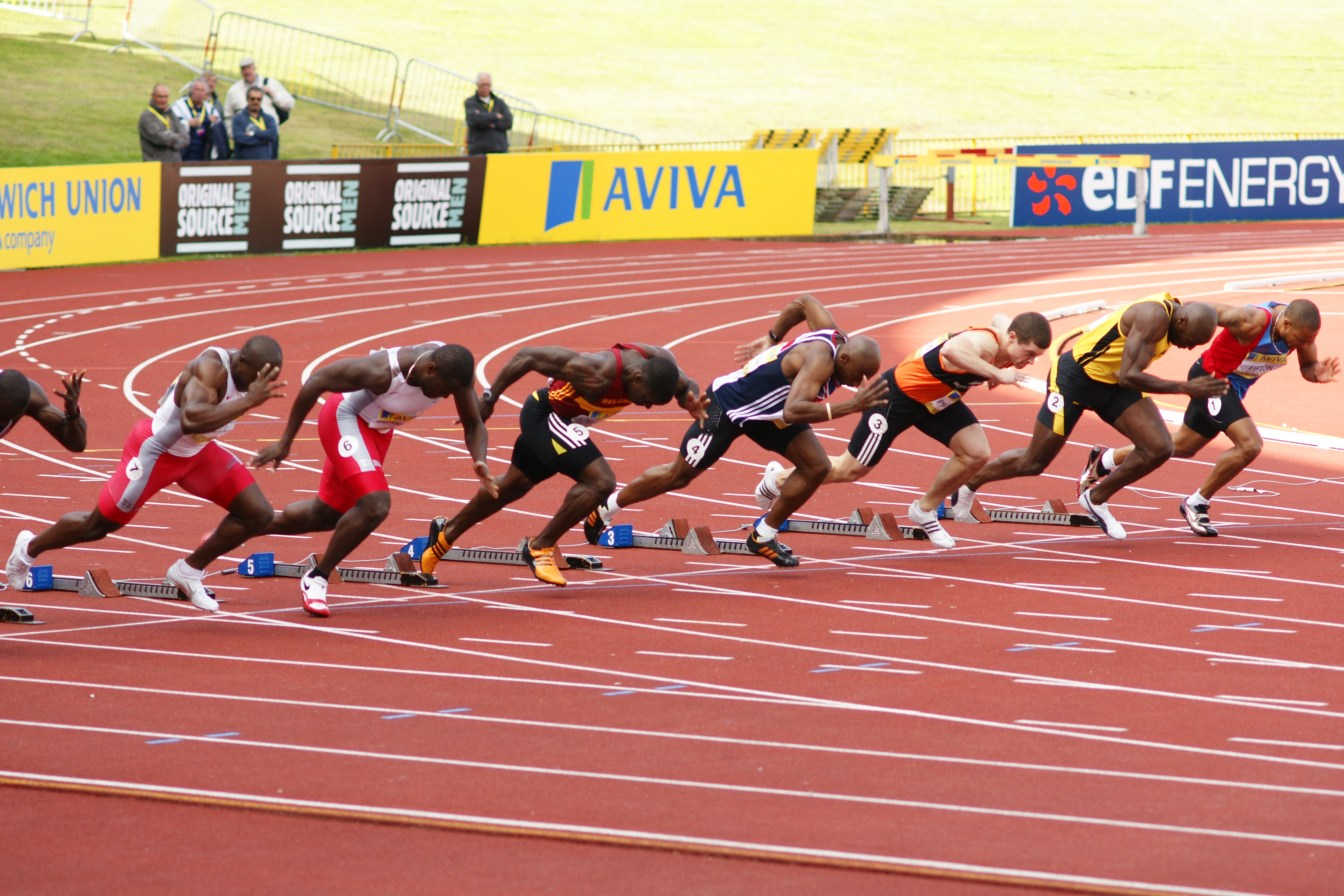
Salida de los corredores de 100 metros.

Al comienzo de la prueba, algunos atletas utilizan trucos psicológicos, como tratar de ser los últimos en posicionarse en los tacos de salida. Una intimidación más directa es considerada antideportiva. El juez árbitro mantendrá a los corredores en posición de salida por un tiempo impredecible de alrededor de dos segundos, pasados los cuales efectuará el disparo de salida.

### Tiempo de reacción
El tiempo transcurrido entre el disparo y la primera patada contra los tacos de salida es medido electrónicamente a través de sensores instalados en la pistola (ahora es electrónica ya que hubo quejas del ruido) y en los tacos.
Cualquier tiempo inferior a 0,1 s (segundos) es considerado como una salida nula (se denomina "cazar la salida"). Esta medida se consideró tras estudiar el tiempo que tarda el sonido del disparo en propagarse por el aire, el que tarda en alcanzar los oídos de los competidores y el tiempo de reacción humana ante el sonido, el tiempo transcurrido en oír el disparo y salir del taco de partida.

### Salidas nulas o salidas en falso
Hasta 2001, los corredores eran descalificados si eran responsables cada uno de dos salidas en falso. En estas condiciones, y teniendo en cuenta que por entonces había hasta ocho calles en las pistas de atletismo convencionales (ahora son nueve), la regla propiciaba que la salida se pudiese repetir hasta dieciséis veces (y en las ocho primeras podía no ser descalificado nadie), lo cual daba como resultado que las televisiones perdían mucho dinero en ingresos publicitarios durante las salidas nulas; además, los atletas perdían la concentración.

### Llegada
El ganador, de acuerdo con las Reglas de Competición de la IAAF, es el primer atleta cuyo torso (excluyendo extremidades, cabeza y cuello) cruza el borde más cercano de la línea de meta. Por lo tanto, no es necesario que todo el cuerpo cruce la línea de meta. En casos donde la posición de los atletas no es clara, se recurre a una foto finish para determinar qué corredor fue el primero en cruzar la línea.

### Condiciones climáticas
Las condiciones climáticas son cruciales para la ejecución de esta prueba. Un viento de cola es muy favorable para los competidores, mientras que un viento de cabeza es perjudicial. Por esta razón, el máximo viento de cola permitido para que la marca se considere legal es de 2 m/s (metros por segundo). La resistencia al aire también afecta de manera importante a la prueba. Por ello, los velocistas realizan mejores tiempos cuando corren a altitudes elevadas, donde la resistencia al aire es menor.

## Récords
| Récord                | Categoría | Marca (s) | Atleta                   | País            | Lugar             | Fecha                    |
| --------------------- | --------- | --------- | ------------------------ | --------------- | ----------------- | ------------------------ |
| Mundial               | Hombres   | 9,58      | Usain Bolt               | Jamaica         | Berlín            | 16 de agosto de 2009     |
| Mundial               | Mujeres   | 10,49     | Florence Griffith-Joyner | Estados Unidos  | Indianápolis      | 16 de julio de 1988      |
| Olímpico              | Hombres   | 9,63      | Usain Bolt               | Jamaica         | Londres           | 5 de agosto de 2012      |
| Olímpico              | Mujeres   | 10,61     | Elaine Thompson-Herah    | Jamaica         | Tokio             | 31 de julio de 2021      |
| Europeo               | Hombres   | 9,80      | Marcell Jacobs           | Italia          | Tokio             | 1 de agosto de 2021      |
| Europeo               | Mujeres   | 10,73     | Christine Arron          | Francia         | Budapest          | 19 de agosto de 1998     |
| Norte y Centroamérica | Hombres   | 9,58      | Usain Bolt               | Jamaica         | Berlín            | 16 de agosto de 2009     |
| Norte y Centroamérica | Mujeres   | 10,49     | Florence Griffith-Joyner | Estados Unidos  | Indianápolis      | 16 de julio de 1988      |
| Africano              | Hombres   | 9,77      | Ferdinand Omanyala       | Kenia           | Nairobi           | 18 de septiembre de 2021 |
| Africano              | Mujeres   | 10,72     | Marie-Josée Ta Lou       | Costa de Marfil | Mónaco            | 10 de agosto de 2022     |
| Asiático              | Hombres   | 9,83      | Su Bingtian              | China           | Tokio             | 1 de agosto de 2021      |
| Asiático              | Mujeres   | 10,79     | Li Xuemei                | China           | Shanghái          | 18 de octubre de 1997    |
| Oceánico              | Hombres   | 9,93      | Patrick Johnson          | Australia       | Mito              | 5 de mayo de 2003        |
| Oceánico              | Mujeres   | 10,96     | Zoe Hobbs                | Nueva Zelanda   | La Chaux-de-Fonds | 2 de julio de 2023       |
| Sudamericano          | Hombres   | 9,96      | Felipe Bardi             | Brasil          | São Bernardo      | 9 septembre 2023         |
| Sudamericano          | Mujeres   | 10,91     | Rosângela Santos         | Brasil          | Londres           | 6 de agosto de 2017      |

## Los 20 atletas más rápidos de la historia

### Hombres
Actualizado a 28 de junio de 2025
| Posición | Marca (s) | Viento (m/s) | Atleta             | País              | Fecha                    | Lugar         | Campeonato                  |
| -------- | --------- | ------------ | ------------------ | ----------------- | ------------------------ | ------------- | --------------------------- |
| 1        | 9,58      | +0,9         | Usain Bolt         | Jamaica           | 16 de agosto de 2009     | Berlín        | Mundial de Atletismo        |
| 2        | 9,69      | +2,0         | Tyson Gay          | Estados Unidos    | 20 de septiembre de 2009 | Shanghái      | Liga de Diamante            |
| 3        | 9,69      | −0,1         | Yohan Blake        | Jamaica           | 23 de agosto de 2012     | Lausana       | Liga de Diamante            |
| 4        | 9,72      | +0,2         | Asafa Powell       | Jamaica           | 2 de septiembre de 2008  | Lausana       | Gran Premio IAAF            |
| 5        | 9,74      | +0,9         | Justin Gatlin      | Estados Unidos    | 15 de mayo de 2015       | Doha          | Gran Premio IAAF            |
| 6        | 9,75      | +0,8         | Kishane Thompson   | Jamaica           | 28 de junio de 2025      | Kingston      | Trials Olímpicos de Jamaica |
| 7        | 9,76      | +0,6         | Christian Coleman  | Estados Unidos    | 28 de septiembre de 2019 | Doha          | Mundial de Atletismo        |
| 8        | 9,76      | +1,2         | Trayvon Bromell    | Estados Unidos    | 18 de septiembre de 2021 | Nairobi       | Reunión de Nairobi          |
| 9        | 9,76      | +1,4         | Fred Kerley        | Estados Unidos    | 25 de junio de 2022      | Eugene        | Campeonato Nacional         |
| 10       | 9,77      | +1,2         | Ferdinand Omanyala | Kenia             | 18 de septiembre de 2021 | Nairobi       | Reunión de Nairobi          |
| 11       | 9,78      | +0,9         | Nesta Carter       | Jamaica           | 29 de agosto de 2010     | Rieti         | Gran Premio IAAF            |
| 12       | 9,79      | +0,1         | Maurice Greene     | Estados Unidos    | 16 de junio de 1999      | Atenas        | IAAF World Challenge        |
| 13       | 9,79      | +1,0         | Noah Lyles         | Estados Unidos    | 4 de agosto de 2024      | París         | Juegos Olímpicos            |
| 14       | 9,80      | +1,3         | Steve Mullings     | Jamaica           | 4 de junio de 2011       | Eugene        | Liga de Diamante            |
| 15       | 9,80      | +0,1         | Marcell Jacobs     | Italia            | 1 de agosto de 2021      | Tokio         | Juegos Olímpicos            |
| 16       | 9,81      | +0,7         | Oblique Seville    | Jamaica           | 4 de agosto de 2024      | París         | Juegos Olímpicos            |
| 17       | 9,82      | +1,7         | Richard Thompson   | Trinidad y Tobago | 21 de junio de 2014      | Puerto España | Campeonato Nacional         |
| 18       | 9,82      | +1,0         | Akani Simbine      | Sudáfrica         | 4 de agosto de 2024      | París         | Juegos Olímpicos            |
| 19       | 9,83      | +0,9         | Su Bingtian        | China             | 1 de agosto de 2021      | Tokio         | Juegos Olímpicos            |
| 20       | 9,83      | +0,9         | Ronnie Baker       | Estados Unidos    | 1 de agosto de 2021      | Tokio         | Juegos Olímpicos            |

### Mujeres
Actualizado a 3 de agosto de 2024
| Posición | Marca (s) | Viento (m/s) | Atleta                   | País            | Fecha                    | Lugar         |
| -------- | --------- | ------------ | ------------------------ | --------------- | ------------------------ | ------------- |
| 1        | 10,49     | ±0,0         | Florence Griffith-Joyner | Estados Unidos  | 16 de julio de 1988      | Indianapolis  |
| 2        | 10,54     | +0,9         | Elaine Thompson-Herah    | Jamaica         | 21 de agosto de 2021     | Eugene        |
| 3        | 10,60     | +1,7         | Shelly-Ann Fraser-Pryce  | Jamaica         | 26 de agosto de 2021     | Lausana       |
| 4        | 10,64     | +1,2         | Carmelita Jeter          | Estados Unidos  | 20 de septiembre de 2009 | Shanghái      |
| 5        | 10,65     | +1,1         | Marion Jones             | Estados Unidos  | 12 de septiembre de 1998 | Johannesburgo |
| 6        | 10,65     | +1,0         | Shericka Jackson         | Jamaica         | 7 de julio de 2023       | Kingston      |
| 7        | 10,65     | −0,2         | Sha'Carri Richardson     | Estados Unidos  | 21 de agosto de 2023     | Budapest      |
| 8        | 10,72     | +0,4         | Marie-Josée Ta Lou       | Costa de Marfil | 10 de agosto de 2022     | Monaco        |
| 9        | 10,72     | -0,1         | Julien Alfred            | Santa Lucía     | 3 de agosto de 2024      | París         |
| 10       | 10,73     | +2,0         | Christine Arron          | Francia         | 19 de agosto de 1998     | Budapest      |
| 11       | 10,74     | +1,3         | Merlene Ottey            | Jamaica         | 7 de septiembre de 1996  | Milán         |
| 12       | 10,74     | +1,0         | English Gardner          | Estados Unidos  | 3 de julio de 2016       | Eugene        |
| 13       | 10,75     | +0,4         | Kerron Stewart           | Jamaica         | 10 de julio de 2009      | Roma          |
| 14       | 10,76     | +1,7         | Evelyn Ashford           | Estados Unidos  | 22 de agosto de 1984     | Zúrich        |
| 15       | 10,76     | +1,1         | Veronica Campbell-Brown  | Jamaica         | 31 de mayo de 2011       | Ostrava       |
| 16       | 10,77     | +0,9         | Irina Privalova          | Rusia           | 6 de julio de 1994       | Lausana       |
| 17       | 10,77     | +0,7         | Ivet Lalova              | Bulgaria        | 19 de junio de 2004      | Plovdiv       |
| 18       | 10,77     | +1,6         | Jacious Sears            | Estados Unidos  | 13 de abril de 2024      | Gainesville   |
| 19       | 10,78     | +1,0         | Dawn Sowell              | Estados Unidos  | 3 de junio de 1989       | Provo         |
| 20       | 10,78     | +1,8         | Torri Edwards            | Estados Unidos  | 28 de junio de 2008      | Eugene        |

## Atletas con mejores marcas mundiales

### Mejores marcas de hombres de todos los tiempos[3]
Actualizado a 29 de junio de 2024
| Posición | Marca (s) | Viento (m/s) | Atleta             | País           | Fecha                    | Lugar     | Campeonato                  |
| -------- | --------- | ------------ | ------------------ | -------------- | ------------------------ | --------- | --------------------------- |
| 1        | 9,58      | +0,9         | Usain Bolt         | Jamaica        | 16 de agosto de 2009     | Berlín    | Mundial de Atletismo        |
| 2        | 9,63      | +1,5         | Usain Bolt         | Jamaica        | 5 de agosto de 2012      | Londres   | Juegos Olímpicos            |
| 3        | 9,69      | 0,0          | Usain Bolt         | Jamaica        | 17 de agosto de 2008     | Pekín     | Juegos Olímpicos            |
| 3        | 9,69      | +2,0         | Tyson Gay          | Estados Unidos | 20 de septiembre de 2009 | Shanghái  | Liga de Diamante            |
| 3        | 9,69      | −0,1         | Yohan Blake        | Jamaica        | 23 de agosto de 2012     | Lausana   | Liga de Diamante            |
| 4        | 9,71      | +0,9         | Tyson Gay          | Estados Unidos | 16 de agosto de 2009     | Berlín    | Mundial de Atletismo        |
| 5        | 9,72      | +1,7         | Usain Bolt         | Jamaica        | 31 de mayo de 2008       | New York  | Gran Premio IAAF            |
| 5        | 9,72      | +0,2         | Asafa Powell       | Jamaica        | 2 de septiembre de 2008  | Lausana   | Gran Premio IAAF            |
| 6        | 9,74      | +1,7         | Asafa Powell       | Jamaica        | 9 de septiembre de 2007  | Rieti     | Gran Premio IAAF            |
| 6        | 9,74      | +0,9         | Justin Gatlin      | Estados Unidos | 15 de mayo de 2015       | Doha      | Súper Gran Premio IAAF      |
| 7        | 9,75      | +1,1         | Yohan Blake        | Jamaica        | 29 de junio de 2012      | Kingston  | Preolímpico de Jamaica      |
| 7        | 9,75      | +1,5         | Yohan Blake        | Jamaica        | 5 de agosto de 2012      | Londres   | Juegos Olímpicos            |
| 7        | 9,75      | +0,9         | Justin Gatlin      | Estados Unidos | 4 de junio de 2015       | Roma      | Liga de Diamante            |
| 7        | 9,75      | +1,4         | Justin Gatlin      | Estados Unidos | 9 de julio de 2015       | Lausanne  | Liga de Diamante            |
| 8        | 9,76      | +1,8         | Usain Bolt         | Jamaica        | 3 de mayo de 2008        | Kingston  | Jamaica International       |
| 8        | 9,76      | +1,3         | Usain Bolt         | Jamaica        | 16 de septiembre de 2011 | Bruselas  | Liga de Diamante            |
| 8        | 9,76      | −0,1         | Usain Bolt         | Jamaica        | 31 de mayo de 2012       | Roma      | Liga de Diamante            |
| 8        | 9,76      | +1,4         | Yohan Blake        | Jamaica        | 30 de agosto de 2012     | Zúrich    | Liga de Diamante            |
| 8        | 9,76      | +0,6         | Christian Coleman  | Estados Unidos | 28 de septiembre de 2019 | Doha      | Mundial de Atletismo        |
| 8        | 9,76      | +1.2         | Trayvon Bromell    | Estados Unidos | 18 de septiembre de 2021 | Nairobi   | Reunión de Nairobi          |
| 8        | 9,76      | +1,4         | Fred Kerley        | Estados Unidos | 25 de junio de 2022      | Eugene    | Campeonato Nacional         |
| 9        | 9,77      | +1,6         | Asafa Powell       | Jamaica        | 14 de junio de 2005      | Atenas    | Gran premio IAAF            |
| 9        | 9,77      | +1,5         | Asafa Powell       | Jamaica        | 11 de junio de 2006      | Gateshead | Gran Premio IAAF            |
| 9        | 9,77      | +1,0         | Asafa Powell       | Jamaica        | 18 de agosto de 2006     | Zúrich    | Liga de Diamante            |
| 9        | 9,77      | +1,6         | Tyson Gay          | Estados Unidos | 28 de junio de 2008      | Eugene    | Gran Premio IAAF            |
| 9        | 9,77      | −1.3         | Usain Bolt         | Jamaica        | 5 de septiembre de 2008  | Bruselas  | Liga de Diamante            |
| 9        | 9,77      | +0,9         | Asafa Powell       | Jamaica        | 7 de septiembre de 2008  | Rieti     | Gran Premio IAAF            |
| 9        | 9,77      | +0,4         | Tyson Gay          | Estados Unidos | 10 de julio de 2009      | Roma      | Liga de Diamante            |
| 9        | 9,77      | −0.3         | Usain Bolt         | Jamaica        | 11 de agosto de 2013     | Moscú     | Mundial de Atletismo        |
| 9        | 9,77      | +0.6         | Justin Gatlin      | Estados Unidos | 5 de septiembre de 2014  | Bruselas  | Liga de Diamante            |
| 9        | 9,77      | +0.9         | Justin Gatlin      | Estados Unidos | 23 de agosto de 2015     | Pekín     | Mundial de Atletismo        |
| 9        | 9,77      | +1.2         | Ferdinand Omanyala | Kenia          | 18 de septiembre de 2021 | Nairobi   | Reunión de Nairobi          |
| 9        | 9,77      | +1,8         | Fred Kerley        | Estados Unidos | 25 de junio de 2022      | Eugene    | Campeonato Nacional         |
| 9        | 9,77      | +0,9         | Kishane Thompson   | Jamaica        | 29 de junio de 2024      | Kingston  | Trials Olímpicos de Jamaica |
| 10       | 9,78      | 0,0          | Asafa Powell       | Jamaica        | 9 de septiembre de 2007  | Rieti     | Gran premio IAAF            |
| 10       | 9,78      | −0.4         | Tyson Gay          | Estados Unidos | 13 de agosto de 2010     | Londres   | Gran Premio IAAF            |
| 10       | 9,78      | +0.9         | Nesta Carter       | Jamaica        | 29 de agosto de 2010     | Rieti     | Gran Premio IAAF            |
| 10       | 9,78      | +1.0         | Asafa Powell       | Jamaica        | 30 de junio de 2011      | Lausana   | Gran Premio IAAF            |
| 10       | 9,78      | −0.3         | Justin Gatlin      | Estados Unidos | 17 de julio de 2015      | Mónaco    | Liga de Diamante            |

RM= Récord Mundial, RO= Récord Olímpico, RC= Récord Continental

### Mejores marcas de mujeres de todos los tiempos
Actualizado al 1 de agosto de 2021.
| #  | Marca (s) | Viento (m/s) | Atleta                   | País           | Fecha                    | Lugar         |
| -- | --------- | ------------ | ------------------------ | -------------- | ------------------------ | ------------- |
| 1  | 10,49     | 0,0          | Florence Griffith Joyner | Estados Unidos | 16 de julio de 1988      | Indianápolis  |
| 2  | 10,54     |              | Elaine Thompson-Herah    | Jamaica        | 21 de agosto de 2021     | Eugene        |
| 3  | 10,60     | +1,7         | Shelly-Ann Fraser-Pryce  | Jamaica        | 26 de agosto de 2021     | Lausana       |
| 4  | 10,61     | -0,6         | Elaine Thompson-Herah    | Jamaica        | 31 de julio de 2021      | Tokio         |
| 5  | 10,63     | +1,3         | Shelly-Ann Fraser-Pryce  | Jamaica        | 5 de junio de 2021       | Kingston      |
| 6  | 10,64     | +1,2         | Carmelita Jeter          | Estados Unidos | 20 de septiembre de 2009 | Shanghái      |
| 7  | 10,65     | +1,1         | Marion Jones             | Estados Unidos | 12 de septiembre de 1998 | Johannesburgo |
| 8  | 10,67     | +1,5         | Carmelita Jeter          | Estados Unidos | 27 de septiembre de 2009 | Salónica      |
| 9  | 10,70     | +0,1         | Shelly-Ann Fraser-Pryce  | Jamaica        | 29 de junio de 2012      | Jamaica       |
| 9  | 10,70     | +0,3         | Elaine Thompson          | Jamaica        | 1 de julio de 2016       | Kingston      |
| 10 | 10,71     | +0,1         | Shelly-Ann Fraser-Pryce  | Jamaica        | 13 de agosto de 2013     | Moscú         |
| 11 | 10,72     | +1,6         | Sha'Carri Richardson     | Estados Unidos | 10 de abril de 2021      | Miramar       |
| 11 | 10,72     | -0,1         | Julien Alfred            | Santa Lucía    | 3 de agosto de 2024      | París         |
| 12 | 10,73     | +2,0         | Christine Arron          | Francia        | 19 de agosto de 1998     | Budapest      |
| 12 | 10,73     | +1,5         | Shelly-Ann Fraser-Pryce  | Jamaica        | 19 de agosto de 2009     | Berlín        |
| 13 | 10,74     | +1,3         | Merlene Ottey            | Jamaica        | 7 de septiembre de 1996  | Milán         |
| 13 | 10,74     | +1,0         | English Gardner          | Estados Unidos | 3 de julio de 2016       | Eugene        |
| 13 | 10,74     | -0,6         | Shelly-Ann Fraser-Pryce  | Jamaica        | 31 de julio de 2021      | Tokio         |
| 14 | 10,75     | +0,4         | Kerron Stewart           | Jamaica        | 10 de julio de 2009      | Roma          |
| 14 | 10,75     | +0,6         | Shelly-Ann Fraser-Pryce  | Jamaica        | 2 de agosto de 2012      | Londres       |
| 15 | 10,76     | +1,7         | Evelyn Ashford           | Estados Unidos | 22 de agosto de 1984     | Zúrich        |
| 15 | 10,76     | +1,1         | Veronica Campbell-Brown  | Jamaica        | 31 de mayo de 2011       | Ostrava       |
| 15 | 10,76     | +1,4         | Shelly-Ann Fraser-Pryce  | Jamaica        | 24 de agosto de 2015     | Pekín         |
| 15 | 10,76     | -0,6         | Shericka Jackson         | Jamaica        | 31 de julio de 2021      | Tokio         |

## Medallistas olímpicos

### Masculino
Detalles ver Anexo:Medallistas olímpicos en atletismo (100 metros lisos masculinos).
| Edición             | Oro                                         | Plata                                | Bronce                                              |
| ------------------- | ------------------------------------------- | ------------------------------------ | --------------------------------------------------- |
| Atenas 1896         | Tom Burke (12,0) · Estados Unidos           | Fritz Hoffmann · Alemania            | Francis Lane · Estados Unidos Alojz Sokol · Hungría |
| París 1900          | Frank Jarvis (11,0) · Estados Unidos        | John Tewksbury · Estados Unidos      | Stanley Rowley · Reino Unido                        |
| Saint Louis 1904    | Archie Hahn (11,0) · Estados Unidos         | Nate Cartmell · Estados Unidos       | William Hogenson · Estados Unidos                   |
| Londres 1908        | Reggie Walker (10,8) · Reino Unido          | James Rector · Estados Unidos        | Robert Kerr · Canadá                                |
| Estocolmo 1912      | Ralph Craig (10,8) · Estados Unidos         | Alvah Meyer · Estados Unidos         | Donald Lippincott · Estados Unidos                  |
| Amberes 1920        | Charles Paddock (10,6) · Estados Unidos     | Morris Kirksey · Estados Unidos      | Harry Edward · Reino Unido                          |
| París 1924          | Harold Abrahams (10,6) · Reino Unido        | Jackson Scholz · Estados Unidos      | Arthur Porritt · Nueva Zelanda                      |
| Ámsterdam 1928      | Percy Williams (10,8) · Canadá              | Jack London · Reino Unido            | Georg Lammers · Alemania                            |
| Los Ángeles 1932    | Eddie Tolan (10,3) · Estados Unidos         | Ralph Metcalfe · Estados Unidos      | Arthur Jonath · Alemania                            |
| Berlín 1936         | Jesse Owens (10,3) · Estados Unidos         | Ralph Metcalfe · Estados Unidos      | Martinus Osendarp · Países Bajos                    |
| Londres 1948        | Harrison Dillard (10,3) · Estados Unidos    | Barney Ewell · Estados Unidos        | Lloyd LaBeach · Panamá                              |
| Helsinki 1952       | Lindy Remigino (10,4) · Estados Unidos      | Herb McKenley · Jamaica              | Emmanuel McDonald · Reino Unido                     |
| Melbourne 1956      | Bobby Joe Morrow (10,5) · Estados Unidos    | Thane Baker · Estados Unidos         | Hector Hogan · Australia                            |
| Roma 1960           | Armin Hary (10,2) · Equipo Alemán Unificado | David Sime · Estados Unidos          | Peter Radford · Reino Unido                         |
| Tokio 1964          | Bob Hayes (10,0) · Estados Unidos           | Enrique Figuerola · Cuba             | Harry Jerome · Canadá                               |
| México 1968         | Jim Hines (9,95) · Estados Unidos           | Lennox Miller · Jamaica              | Charles Greene · Estados Unidos                     |
| Múnich 1972         | Valeri Borzov (10,14) · Unión Soviética     | Robert Taylor · Estados Unidos       | Lennox Miller · Jamaica                             |
| Montreal 1976       | Hasely Crawford (10,06) · Trinidad y Tobago | Don Quarrie · Jamaica                | Valeri Borzov · Unión Soviética                     |
| Moscú 1980          | Allan Wells (10,25) · Reino Unido           | Silvio Leonard · Cuba                | Petar Petrov · Bulgaria                             |
| Los Ángeles 1984    | Carl Lewis (9,99) · Estados Unidos          | Sam Graddy · Estados Unidos          | Ben Johnson · Canadá                                |
| Seúl 1988           | Carl Lewis (9,92) · Estados Unidos          | Linford Christie · Reino Unido       | Calvin Smith · Estados Unidos                       |
| Barcelona 1992      | Linford Christie (9,96) · Reino Unido       | Frankie Fredericks · Namibia         | Dennis Mitchell · Estados Unidos                    |
| Atlanta 1996        | Donovan Bailey (9,84) · Canadá              | Frankie Fredericks · Namibia         | Ato Boldon · Trinidad y Tobago                      |
| Sídney 2000         | Maurice Greene (9,87) · Estados Unidos      | Ato Boldon · Trinidad y Tobago       | Obadele Thompson · Barbados                         |
| Atenas 2004         | Justin Gatlin (9,85) · Estados Unidos       | Francis Obikwelu · Portugal          | Maurice Greene · Estados Unidos                     |
| Pekín 2008          | Usain Bolt (9,69) · Jamaica                 | Richard Thompson · Trinidad y Tobago | Walter Dix · Estados Unidos                         |
| Londres 2012        | Usain Bolt (9,63) · Jamaica                 | Yohan Blake · Jamaica                | Justin Gatlin · Estados Unidos                      |
| Río de Janeiro 2016 | Usain Bolt (9,81) · Jamaica                 | Justin Gatlin · Estados Unidos       | Andre De Grasse · Canadá                            |
| Tokio 2020          | Marcell Jacobs (9,80) · Italia              | Fred Kerley · Estados Unidos         | Andre De Grasse · Canadá                            |
| París 2024          | Noah Lyles (9,79) · Estados Unidos          | Kishane Thompson · Jamaica           | Fred Kerley · Estados Unidos                        |

### Femenino
| Edición             | Oro                                                       | Plata                                               | Bronce                                 |
| ------------------- | --------------------------------------------------------- | --------------------------------------------------- | -------------------------------------- |
| Ámsterdam 1928      | Betty Robinson (12,2) · Estados Unidos                    | Fanny Rosenfeld · Canadá                            | Ethel Smith · Canadá                   |
| Los Ángeles 1932    | Stanisława Walasiewicz (11,9) · Polonia                   | Hilda Strike · Canadá                               | Wilhelmina von Bremen · Estados Unidos |
| Berlín 1936         | Helen Stephens (11,5) · Estados Unidos                    | Stanisława Walasiewicz · Polonia                    | Käthe Krauß · Alemania                 |
| Londres 1948        | Fanny Blankers-Koen (11,9) · Países Bajos                 | Dorothy Manley · Reino Unido                        | Shirley Strickland · Australia         |
| Helsinki 1952       | Marjorie Jackson (11,50) · Australia                      | Daphne Hasenjager · Sudáfrica                       | Shirley Strickland · Australia         |
| Melbourne 1956      | Betty Cuthbert (11,82) · Australia                        | Christa Stubnick · Equipo Alemán Unificado          | Marlene Mathews · Australia            |
| Roma 1960           | Wilma Rudolph (11,00) · Estados Unidos                    | Dorothy Hyman · Reino Unido                         | Giuseppina Leone · Italia              |
| Tokio 1964          | Wyomia Tyus (11,40) · Estados Unidos                      | Edith McGuire · Estados Unidos                      | Ewa Klobukowska · Polonia              |
| México 1968         | Wyomia Tyus (11,10) · Estados Unidos                      | Barbara Ferrell · Estados Unidos                    | Irena Szewinska · Polonia              |
| Múnich 1972         | Renate Stecher (11,07) · Alemania Oriental                | Raelene Boyle · Australia                           | Silvia Chivás · Cuba                   |
| Montreal 1976       | Annegret Richter (11,08) · Alemania Occidental            | Renate Stecher · Alemania Oriental                  | Inge Helten · Alemania Occidental      |
| Moscú 1980          | Liudmila Kondrátieva (11,06) · Unión Soviética            | Marlies Göhr · Alemania Oriental                    | Ingrid Auerswald · Alemania Oriental   |
| Los Ángeles 1984    | Evelyn Ashford (10,97) · Estados Unidos                   | Alice Brown · Estados Unidos                        | Merlene Ottey · Jamaica                |
| Seúl 1988           | Florence Griffith-Joyner (10,54 RO) · Estados Unidos      | Evelyn Ashford · Estados Unidos                     | Heike Drechsler · Alemania Oriental    |
| Barcelona 1992      | Gail Devers (10,82) · Estados Unidos                      | Juliet Cuthbert · Jamaica                           | Irina Privalova · Equipo Unificado     |
| Atlanta 1996        | Gail Devers (10,94) · Estados Unidos                      | Merlene Ottey · Jamaica                             | Gwen Torrence · Estados Unidos         |
| Sídney 2000         | Marion Jones · Estados Unidos · (título revocado en 2007) | Ekatherini Thanou · Grecia Tayna Lawrence · Jamaica | Merlene Ottey · Jamaica                |
| Atenas 2004         | Yulia Nesterenko (10,93) · Bielorrusia                    | Lauryn Williams · Estados Unidos                    | Veronica Campbell · Jamaica            |
| Pekín 2008          | Shelly-Ann Fraser (10,78) · Jamaica                       | Sherone Simpson · Jamaica Kerron Stewart · Jamaica  | medalla no otorgada                    |
| Londres 2012        | Shelly-Ann Fraser-Pryce (10,75) · Jamaica                 | Carmelita Jeter · Estados Unidos                    | Veronica Campbell-Brown · Jamaica      |
| Río de Janeiro 2016 | Elaine Thompson (10,71) · Jamaica                         | Tori Bowie · Estados Unidos                         | Shelly-Ann Fraser-Pryce · Jamaica      |
| Tokio 2020          | Elaine Thompson-Herah (10,61) · Jamaica                   | Shelly-Ann Fraser-Pryce · Jamaica                   | Shericka Jackson · Jamaica             |
| París 2024          | Julien Alfred (10,72) · Santa Lucía                       | Sha'Carri Richardson · Estados Unidos               | Melissa Jefferson · Estados Unidos     |

## Campeones mundiales
- Ganadores en el Campeonato Mundial de Atletismo.

### Masculino
| Edición         | Oro               | Plata             | Bronce                          |
| --------------- | ----------------- | ----------------- | ------------------------------- |
| Helsinki 1983   | Carl Lewis        | Calvin Smith      | Emmit King                      |
| Roma 1987       | Carl Lewis        | Ray Stewart       | Linford Christie                |
| Tokio 1991      | Carl Lewis        | Leroy Burrell     | Dennis Mitchell                 |
| Stuttgart 1993  | Linford Christie  | Andre Cason       | Dennis Mitchell                 |
| Gotemburgo 1995 | Donovan Bailey    | Bruny Surin       | Ato Boldon                      |
| Atenas 1997     | Maurice Greene    | Donovan Bailey    | Tim Montgomery                  |
| Sevilla 1999    | Maurice Greene    | Bruny Surin       | Dwain Chambers                  |
| Edmonton 2001   | Maurice Greene    | Bernard Williams  | Ato Boldon                      |
| París 2003      | Kim Collins       | Darrel Brown      | Darren Campbell                 |
| Helsinki 2005   | Justin Gatlin     | Michael Frater    | Kim Collins                     |
| Osaka 2007      | Tyson Gay         | Derrick Atkins    | Asafa Powell                    |
| Berlín 2009     | Usain Bolt        | Tyson Gay         | Asafa Powell                    |
| Daegu 2011      | Yohan Blake       | Walter Dix        | Kim Collins                     |
| Moscú 2013      | Usain Bolt        | Justin Gatlin     | Nesta Carter                    |
| Pekín 2015      | Usain Bolt        | Justin Gatlin     | Trayvon Bromell Andre De Grasse |
| Londres 2017    | Justin Gatlin     | Christian Coleman | Usain Bolt                      |
| Doha 2019       | Christian Coleman | Justin Gatlin     | Andre De Grasse                 |
| Eugene 2022     | Fred Kerley       | Marvin Bracy      | Trayvon Bromell                 |
| Budapest 2023   | Noah Lyles        | Letsile Tebogo    | Zharnel Hughes                  |

### Femenino
| Edición         | Oro                      | Plata                    | Bronce                  |
| --------------- | ------------------------ | ------------------------ | ----------------------- |
| Helsinki 1983   | Marlies Göhr             | Marita Koch              | Diane Williams          |
| Roma 1987       | Silke Gladisch           | Heike Drechsler          | Merlene Ottey           |
| Tokio 1991      | Katrin Krabbe            | Gwen Torrence            | Merlene Ottey           |
| Stuttgart 1993  | Gail Devers              | Merlene Ottey            | Gwen Torrence           |
| Gotemburgo 1995 | Gwen Torrence            | Merlene Ottey            | Irina Privalova         |
| Atenas 1997     | Marion Jones             | Zhanna Pintusevich-Block | Savatheda Fynes         |
| Sevilla 1999    | Marion Jones             | Inger Miller             | Ekatherini Thanou       |
| Edmonton 2001   | Zhanna Pintusevich-Block | Ekatherini Thanou        | Chandra Sturrup         |
| París 2003      | Torri Edwards            | Zhanna Pintusevich-Block | Chandra Sturrup         |
| Helsinki 2005   | Lauryn Williams          | Veronica Campbell-Brown  | Christine Arron         |
| Osaka 2007      | Veronica Campbell-Brown  | Lauryn Williams          | Carmelita Jeter         |
| Berlín 2009     | Shelly-Ann Fraser        | Kerron Stewart           | Carmelita Jeter         |
| Daegu 2011      | Carmelita Jeter          | Veronica Campbell-Brown  | Kelly-Ann Baptiste      |
| Moscú 2013      | Shelly-Ann Fraser-Pryce  | Murielle Ahouré          | Carmelita Jeter         |
| Pekín 2015      | Shelly-Ann Fraser-Pryce  | Dafne Schippers          | Tori Bowie              |
| Londres 2017    | Tori Bowie               | Marie-Josée Ta Lou       | Dafne Schippers         |
| Doha 2019       | Shelly-Ann Fraser-Pryce  | Dina Asher-Smith         | Marie-Josée Ta Lou      |
| Eugene 2022     | Shelly-Ann Fraser-Pryce  | Shericka Jackson         | Dina Asher-Smith        |
| Budapest 2023   | Sha'Carri Richardson     | Shericka Jackson         | Shelly-Ann Fraser-Pryce |

## Mejores tiempos por temporada
| Año  | Tiempo | Atleta                                   | Lugar                          |
| ---- | ------ | ---------------------------------------- | ------------------------------ |
| 1972 | 10,07  | Valeriy Borzov                           | Múnich                         |
| 1973 | 10,15  | Steve Williams                           | Dakar                          |
| 1974 | 9,9    | Steve Williams                           | Los Ángeles                    |
| 1975 | 10,05  | Steve Riddick                            | Zúrich                         |
| 1976 | 10,06  | Hasely Crawford                          | Montreal                       |
| 1977 | 9,98   | Silvio Leonard                           | Guadalajara                    |
| 1978 | 10,07  | Clancy Edwards Eddie Hart Steve Williams | Eugene Colorado Springs Zúrich |
| 1979 | 10,01  | Pietro Mennea                            | Ciudad de México               |
| 1980 | 10,02  | James Sanford                            | Westwood                       |
| 1981 | 10,00  | Carl Lewis                               | Dallas                         |
| 1982 | 10,00  | Carl Lewis                               | Modesto                        |
| 1983 | 9,93   | Calvin Smith                             | Colorado Springs               |
| 1984 | 9,96   | Mel Lattany                              | Atenas                         |
| 1985 | 9,98   | Carl Lewis                               | Modesto                        |
| 1986 | 10,00  | Chidi Imoh                               | Berlín                         |
| 1987 | 9,93   | Carl Lewis                               | Roma                           |
| 1988 | 9,92   | Carl Lewis                               | Seúl                           |
| 1989 | 9,94   | Leroy Burrell                            | Houston                        |
| 1990 | 9,96   | Leroy Burrell                            | Villeneuve d'Ascq              |
| 1991 | 9,86   | Carl Lewis                               | Tokio                          |
| 1992 | 9,93   | Michael Marsh                            | Walnut                         |
| 1993 | 9,87   | Linford Christie                         | Stuttgart                      |
| 1994 | 9,85   | Leroy Burrell                            | Lausana                        |
| 1995 | 9,91   | Donovan Bailey                           | Montreal                       |
| 1996 | 9,84   | Donovan Bailey                           | Atlanta                        |
| 1997 | 9,86   | Maurice Greene                           | Atenas                         |
| 1998 | 9,86   | Ato Boldon                               | Walnut; Atenas                 |
| 1999 | 9,79   | Maurice Greene                           | Atenas                         |
| 2000 | 9,86   | Maurice Greene                           | Berlín                         |
| 2001 | 9,82   | Maurice Greene                           | Edmonton                       |
| 2002 | 9,89   | Maurice Greene                           | Roma                           |
| 2003 | 9,93   | Patrick Johnson                          | Mito                           |
| 2004 | 9,85   | Justin Gatlin                            | Atenas                         |
| 2005 | 9,77   | Asafa Powell                             | Atenas                         |
| 2006 | 9,77   | Asafa Powell                             | Gateshead                      |
| 2007 | 9,74   | Asafa Powell                             | Rieti                          |
| 2008 | 9,69   | Usain Bolt                               | Pekín                          |
| 2009 | 9,58   | Usain Bolt                               | Berlín                         |
| 2010 | 9,78   | Tyson Gay Nesta Carter                   | Londres Rieti                  |
| 2011 | 9,76   | Usain Bolt                               | Bruselas                       |
| 2012 | 9,63   | Usain Bolt                               | Londres                        |
| 2013 | 9,77   | Usain Bolt                               | Moscú                          |
| 2014 | 9,77   | Justin Gatlin                            | Bruselas                       |
| 2015 | 9,74   | Justin Gatlin                            | Doha                           |
| 2016 | 9,80   | Justin Gatlin                            | Eugene                         |
| 2017 | 9.82   | Christian Coleman                        | Eugene                         |
| 2018 | 9,79   | Christian Coleman                        | Bruselas                       |
| 2019 | 9,76   | Christian Coleman                        | Doha                           |
| 2020 | 9,86   | Michael Norman                           | Fort Worth                     |
| 2021 | 9,76   | Trayvon Bromell                          | Nairobi                        |
| 2022 | 9.76   | Fred Kerley                              | Eugene                         |
| 2023 | 9.83   | Zharnel Hughes                           | New York City                  |
| 2023 | 9.83   | Noah Lyles                               | Budapest                       |
| 2023 | 9.83   | Christian Coleman                        | Eugene                         |
| 2024 | 9.77   | Kishane Thompson                         | Kingston                       |

| Año  | Tiempo | Atleta                                | Lugar             |
| ---- | ------ | ------------------------------------- | ----------------- |
| 1972 | 11,07  | Renate Stecher                        | Múnich            |
| 1973 | 11,07  | Renate Stecher                        | Dresde            |
| 1974 | 11,13  | Irena Szewinska                       | Roma              |
| 1975 | 11,13  | Renate Stecher                        | Dresde            |
| 1976 | 11,01  | Annegret Richter                      | Montreal          |
| 1977 | 10,88  | Marlies Göhr                          | Dresde            |
| 1978 | 10,94  | Marlies Göhr                          | Dresde            |
| 1979 | 10,97  | Marlies Göhr Evelyn Ashford           | Dresde Walnut     |
| 1980 | 10,93  | Marlies Göhr                          | Dresde            |
| 1981 | 10,90  | Evelyn Ashford                        | Colorado Springs  |
| 1982 | 10,88  | Marlies Göhr                          | Karl-Marx-Stadt   |
| 1983 | 10,79  | Evelyn Ashford                        | Colorado Springs  |
| 1984 | 10,76  | Evelyn Ashford                        | Zúrich            |
| 1985 | 10,86  | Marlies Göhr                          | Berlín            |
| 1986 | 10,88  | Evelyn Ashford                        | Rieti             |
| 1987 | 10,86  | Anelia Nuneva Silke Möller            | Belgrado Potsdam  |
| 1988 | 10,49  | Florence Griffith-Joyner              | Indianápolis      |
| 1989 | 10,78  | Dawn Sowell                           | Provo             |
| 1990 | 10,78  | Merlene Ottey                         | Sevilla           |
| 1991 | 10,79  | Merlene Ottey                         | Vigo              |
| 1992 | 10,80  | Merlene Ottey                         | Salamanca         |
| 1993 | 10,82  | Gail Devers Merlene Ottey             | Lausana Stuttgart |
| 1994 | 10,77  | Irina Privalova                       | Lausana           |
| 1995 | 10,84  | Gwen Torrence                         | Gotemburgo        |
| 1996 | 10,74  | Merlene Ottey                         | Milán             |
| 1997 | 10,76  | Marion Jones                          | Bruselas          |
| 1998 | 10,65  | Marion Jones                          | Johannesburgo     |
| 1999 | 10,70  | Marion Jones                          | Sevilla           |
| 2000 | 10,78  | Marion Jones                          | Sevilla           |
| 2001 | 10,82  | Zhanna Pintusevich-Block              | Edmonton          |
| 2002 | 10,83  | Zhanna Pintusevich-Block              | Heusden-Zolder    |
| 2003 | 10,86  | Chryste Gaines                        | Mónaco            |
| 2004 | 10,77  | Ivet Lalova                           | Plovdiv           |
| 2005 | 10,84  | Chandra Sturrup                       | Lausana           |
| 2006 | 10,82  | Sherone Simpson                       | Kingston          |
| 2007 | 10,89  | Veronica Campbell-Brown               | Kingston          |
| 2008 | 10,78  | Shelly-Ann Fraser-Pryce Torri Edwards | Pekín Eugene      |
| 2009 | 10,64  | Carmelita Jeter                       | Shanghái          |
| 2010 | 10,78  | Veronica Campbell-Brown               | Eugene            |
| 2011 | 10,70  | Carmelita Jeter                       | Eugene            |
| 2012 | 10,70  | Shelly-Ann Fraser-Pryce               | Kingston          |
| 2013 | 10,71  | Shelly-Ann Fraser-Pryce               | Moscú             |
| 2014 | 10,80  | Tori Bowie                            | Mónaco            |
| 2015 | 10,74  | Shelly-Ann Fraser-Pryce               | Saint-Denis       |
| 2016 | 10,70  | Elaine Thompson                       | Kingston          |
| 2017 | 10,71  | Elaine Thompson                       | Kingston          |
| 2018 | 10,85  | Marie-Josée Ta Lou Dina Asher-Smith   | Doha Berlín       |
| 2019 | 10,71  | Shelly-Ann Fraser-Pryce               | Doha              |
| 2020 | 10,85  | Elaine Thompson-Herah                 | Roma              |
| 2021 | 10,54  | Elaine Thompson-Herah                 | Eugene            |
| 2022 | 10.62  | Shelly-Ann Fraser-Pryce               | Monaco            |
| 2023 | 10.65  | Shericka Jackson                      | Kingston          |
| 2023 | 10.65  | Sha'Carri Richardson                  | Budapest          |
| 2024 | 10.71  | Sha'Carri Richardson                  | Eugene            |